# 权力的游戏：征服与反抗
权力的游戏：征服与反抗（又名：权力的游戏：征服与叛乱）是由美国有线电视网络媒体公司HBO出品的动画短片，2017年12月14日在美国上映，时长45分钟。《权力的游戏:征服与反抗》是《权力的游戏》的前传电视电影，共分为十个章节，分别讲述了坦格利安家族、史塔克家族、兰尼斯特家族等八个主要家族的起源与发展的历史。